# Lupara (orožje)
Lupara (iz italijanščine lupo - volk) je lovska dvocevna šibrenica z doma odrezano cevjo in kopitom, tako da jo je moč skriti pod obleko. Je priljubljeno maščevalno orožje italijanske mafije, tradicionalno pa jo uporablja tudi sicilijanska Cosa Nostra. 
Prvotno so ta tip orožja uporabljali sicilijanski in kalabrijski pastirji za obrambo pred volkovi. Zaradi kratke cevi, se lažje gibljemo skozi grmovje in šibre se hitro razpršijo v širok stožec tako, da je zadetek iz bližine bolj verjeten. Zaradi tega nima večjega dometa in na večjo razdaljo deluje strel le strašilno.
V romanu pisatelja Mario Puzo  Boter ter tudi v po njem posnetem filmu Boter, se Lupara pogosto omenja in pojavlja in je zato postal »kultno« orožje oboževalcev Botra.